# Bilal Göregen
Bilal Göregen (* 4. September 1988 in Dörtyol, Hatay) ist ein türkischer Straßenmusiker, Trommler und YouTuber. Er erlangte Bekanntheit durch seine Interpretation des Liedes Ievan Polkka, das durch ein virales Video populär wurde. Göregen, der blind ist, gewann durch seine musikalische Darbietung und seine Präsenz in sozialen Medien eine große Fangemeinde.

## Leben und Karriere
Göregen schloss seine Grund- und Sekundarschulbildung in Dörtyol ab. Er begann ein Studium der Türkischen Sprache und Literatur an der Universität Istanbul, unterbrach dieses jedoch vorübergehend, um sich intensiver der Musik zu widmen.
Göregen nahm am türkischen Wettbewerb Talent You Are teil und erreichte das Finale, in dem er den 2. Platz belegte. Er interpretierte erfolgreich zahlreiche bekannte Lieder, darunter Yeşil Başlı Gövel Örder, This Man is My Father, Emmoğlu, Sevdiği Kız Bana Abi Deyince und Yaralıyım.
Göregen trat in verschiedenen Fernsehsendungen und bei Veranstaltungen auf, darunter auch auf bekannten Plätzen in Istanbul. Er gründete einen YouTube-Kanal, auf dem er regelmäßig Videos seiner Darbuka-Performances veröffentlichte. Besonders hervorzuheben ist seine Interpretation von Ievan Polkka, einem bekannten Lied der finnischen Band Loituma, das er in seinem charakteristischen Darbuka-Stil präsentierte und einem breiten Publikum vorstellte. Göregen beteiligte sich am Cat Vibing-Trend, der während der COVID-19-Pandemie populär wurde. Dieser Trend umfasste das Bearbeiten von Videos mit bewegten Bildern von Katzen auf Social-Media-Plattformen. Göregen fügte ein solches Bild in sein Video von Ievan Polkka ein.

### Zusammenarbeit mit The Kiffness
Ende 2020 arbeitete Göregen mit dem südafrikanischen Musiker The Kiffness an einem Remix seiner Interpretation von Ievan Polkka, der auf YouTube viral wurde. Göregens ursprüngliche Version des Songs war bereits 2018 online erschienen und hatte viel Aufmerksamkeit erregt. Als The Kiffness auf das Video stieß, fand er den eingängigen Rhythmus und die Melodie so ansprechend, dass er sich entschloss, einen Remix zu erstellen. Nach der Veröffentlichung des Remixes erhielt Göregen zahlreiche Anfragen nach weiteren Projekten, was dazu führte, dass The Kiffness ihn über Instagram kontaktierte, um eine Zusammenarbeit zu vereinbaren.